# ماتیلده کاسادسوس
ماتیلده کاسادسوس (فرانسوی: Mathilde Casadesus‎؛ ۵ مه ۱۹۲۱ – ۲۷ اوت ۱۹۶۵) هنرپیشه اهل فرانسه بود.
از فیلم‌ها یا برنامه‌های تلویزیونی که وی در آنها نقش داشته‌است می‌توان به ژروز، من و سرهنگ، زیبایی‌های شب، پنج مایل مانده به نیمه‌شب،  ابله و سونتر اشاره کرد.